# Gorgonocephalus diomedeae
Gorgonocephalus diomedeae is een slangster uit de familie Gorgonocephalidae. De wetenschappelijke naam van de soort werd in 1899 gepubliceerd door Christian Frederik Lütken & Theodor Mortensen. De naam diomedeae verwijst naar het onderzoeksschip "Albatross", waarmee de soort in 1891 voor het eerst werd verzameld: Diomedea is de wetenschappelijke naam van het typegeslacht van de albatrossen.